# Stanko Praprotnik
Stanko Praprotnik, slovenski trobentar, * 17. november 1953.
Praprotnik je solo-trobentar Simfoničnega orkestra RTV Slovenija. V razredu prof. Antona Grčarja je zaključil dodiplomski (1977) in podiplomski (1996) študij trobente na Akademiji za glasbo v Ljubljani. Leta 1977 je prejel študentsko Prešernovo nagrado za izvedbo Haydnovega Koncerta za trobento in orkester v Es-duru. Izpopolnjeval se je pri prof. T. Stevensu, J. Stampu, R. Popru in M. Guarreiju. Je član trobilnega tria, Kvarteta Gallus in Trobilnega kvinteta Simfoničnega orkestra RTV Slovenija. Z njimi, pa tudi solistično, nastopa doma in na tujem (Avstrija, Češka, Hrvaška, Italija, Makedonija idr.), snema in izdaja plošče. Kot pedagog je deloval na več nižjih glasbenih šolah, zasebno in na SGBŠ v Ljubljani.